# Adalbert (Lothringen)
Adalbert (* 1000; † 11. November 1048 bei Thuin) aus dem Haus Châtenois war Herzog von Lothringen ab 1047. Er war der Sohn von Gerhard von Bouzonville, Graf von Metz, und Gisela.

## Biografie
Gotzelo I., Herzog von Niederlothringen und Oberlothringen, starb 1044; während sein Sohn Gottfried III. ihm in Oberlothringen folgte, ist die Nachfolge in Niederlothringen unklar. Einige Historiker nennen einen weiteren Sohn, Gotzelo II., der aber bereits 1046 starb, andere halten das Herzogtum für vakant in dieser Zeit.
Gottfried III. jedenfalls, ob 1044 oder 1046, widersetzte sich der Weigerung Kaiser Heinrichs III., die beiden Herzogtümer erneut zu vereinigen und rebellierte gegen seinen Souverän. Er begann, Niederlothringen zu verwüsten, wurde aber bald geschlagen und abgesetzt, Adalbert wurde an seiner Stelle zum Herzog von Oberlothringen ernannt. Gottfried setzte die Kämpfe fort, am 11. November 1048 kam es bei Thuin zur Schlacht, in der Adalbert fiel, woraufhin Kaiser Heinrich III. sofort Adalberts Bruder Gerhard zum Nachfolger ernannte.

## Historische Probleme
Um 1960 wies ihm Szabolcs de Vajay auf der Basis von zwei Dokumenten die Grafschaft Longwy zu sowie eine Ehe mit Clémence von Foix, Tochter des Grafen von Foix, und aus dieser Ehe zwei Töchter, Etiennette, die mit Wilhelm I., Graf von Burgund, verheiratet war, und Ermesinde, Ehefrau von Wilhelm VII., Herzog von Aquitanien. Später korrigierte sich Vajay dahingehend, dass er die genannten Dokumente falsch interpretiert habe.
Folglich ist weiterhin ungeklärt, wer der Vater der beiden Frauen ist. Etiennette wird mittlerweile dem Haus Barcelona zugeordnet, Ermesinde und Longwy dem Haus Luxemburg. Clemence, anhand der das Auftauchen dieses Namens unter den Nachkommen Etiennettes und Ermesindes erklärt werden sollte, wird nicht mehr als Ehefrau Adalberts angesehen. Tatsächlich ist nicht bekannt, ob Adalbert verheiratet war, folglich auch nicht der Name seiner Ehefrau bzw. die Existenz von Nachkommen.
| Vorgänger      | Amt                             | Nachfolger |
| -------------- | ------------------------------- | ---------- |
| Gottfried III. | Herzog von Lothringen 1047–1048 | Gerhard    |

| Personendaten    | Personendaten           |
| ---------------- | ----------------------- |
| NAME             | Adalbert                |
| KURZBESCHREIBUNG | Herzog (Oberlothringen) |
| GEBURTSDATUM     | 1000                    |
| STERBEDATUM      | 11. November 1048       |
| STERBEORT        | Thuin                   |